# Sapromyza loriae
Sapromyza loriae är en tvåvingeart som beskrevs av Kertesz 1900. Sapromyza loriae ingår i släktet Sapromyza och familjen lövflugor. Inga underarter finns listade i Catalogue of Life.